# Josep Cotanda
Josep Cotanda (València, 1758 - València, 1802) fou un escultor valencià.
Fill de José Cotanda i de Mariana Clemente, es va formar a l'Acadèmia de Sant Carles i va complimentar els seus estudis sota les ordres de l'esculptor Francisco Sanchis. Posteriorment va ser acceptat com a membre de l'Acadèmia de Sant Carles, el 1793. Un dels seus treballs més destacats és l'altar major de l'església de Sant Joan del Mercat de la seva ciutat.